# Rots van Monaco

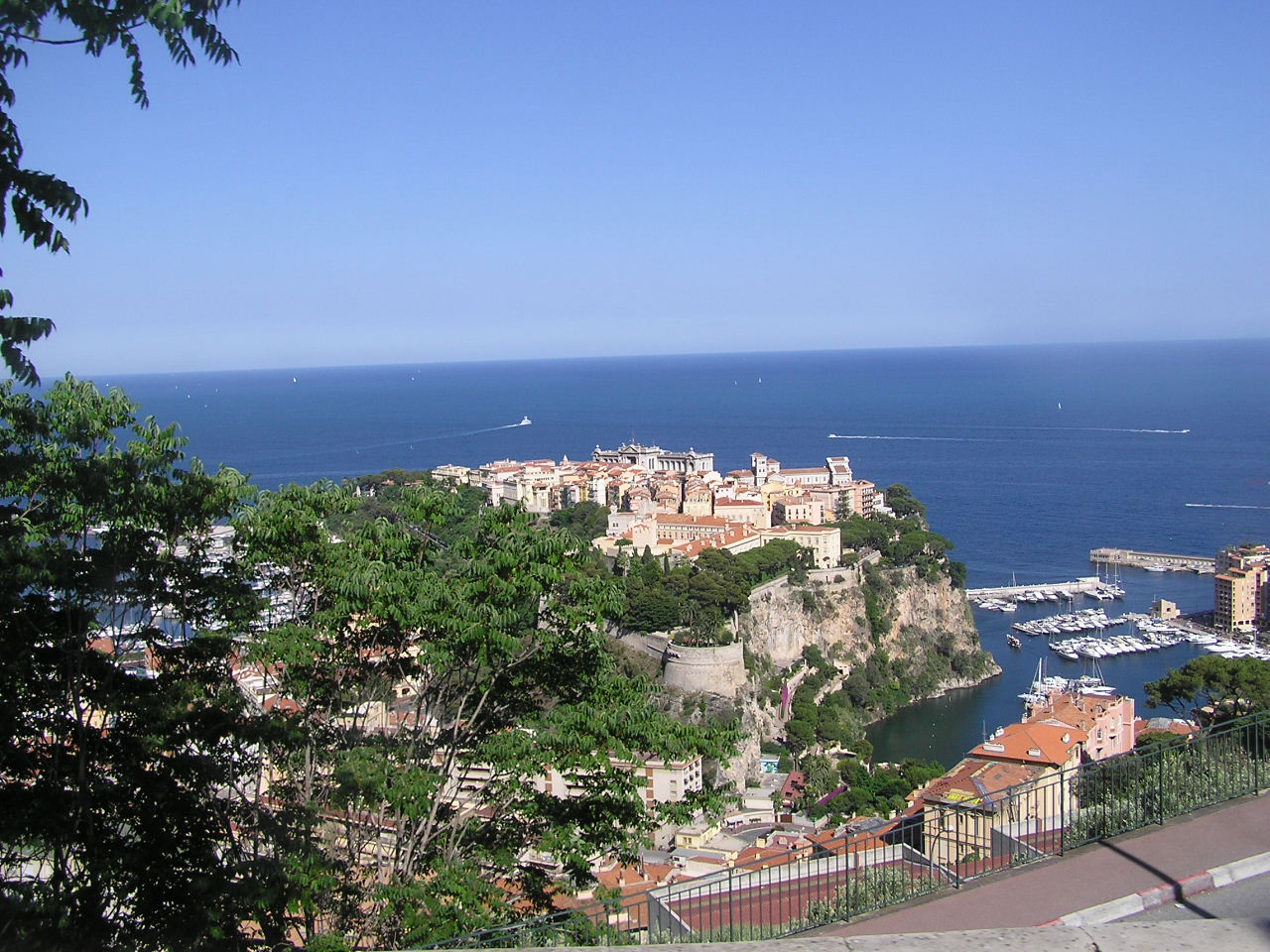
Zicht op de Rots van Monaco

De Rots van Monaco (Frans: Rocher de Monaco) is een 61 meter hoge monoliet aan de Middellandse Zeekust in het vorstendom Monaco. De rots is een populaire toeristische attractie, die zicht biedt over de Middellandse Zee en Port Hercules, de zeehaven. 
De rots  wordt al lange tijd bewoond. Zo zou de plaats deel uit hebben gemaakt van de kolonie die de Phocaeërs stichtten in de 6e eeuw voor Christus en nadien door Liguriërs bevolkt werd. De plaats werd onder meer begeerd vanwege de strategische betekenis. De rots van Monaco geldt ook als het eerste veroverde deel van de stad door de leden van de Grimaldi-dynastie, die al meer dan 700 jaar heersen in het land. 
Op de rots is het oudste deel van de stad gebouwd, de wijk Monaco-Ville, niet ver van het prinselijk paleis.